# نويل مارشال
نويل مارشال (بالإنجليزية: Noel Marshall)‏ هو منتج أفلام أمريكي، ولد في 18 أبريل 1931 في شيكاغو في الولايات المتحدة، وتوفي في 30 يونيو 2010 في سانتا مونيكا في الولايات المتحدة.

## وصلات خارجية
- نويل مارشال على موقع IMDb (الإنجليزية)
- نويل مارشال على موقع قاعدة بيانات الفيلم (الإنجليزية)